# جان-إتيان كلارا
جان-إتيان كلارا هو سياسي فرنسي، ولد في 29 يناير 1966 في كوروا في فرنسا. نشط حزبياً في Walwari ‏.

## مناصب
- انتخب  لترشحه ضمن قائمة كوروا، خلال فترته النيابية ‏ (30 مارس 2014 – ).
- انتخب  خلال فترته النيابية ‏.
- انتخب Mayor of Kourou ‏ (1996 – 5 أبريل 2014).
- انتخب عضو مجلس الشيوخ الفرنسي ‏.
- انتخب عضو مجلس جهوي ‏.